# Geisha distinctissima
Geisha distinctissima är en insektsart som först beskrevs av Francis Walker 1858. 
Geisha distinctissima ingår i släktet Geisha och familjen Flatidae. Inga underarter finns listade i Catalogue of Life.

## Bildgalleri

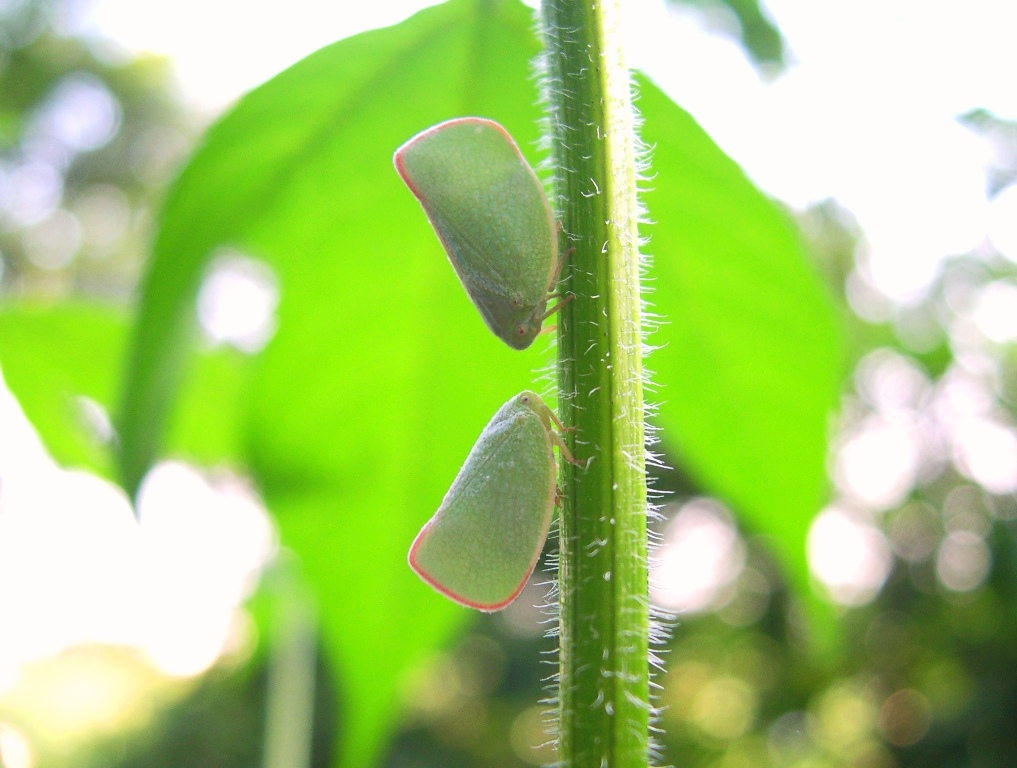
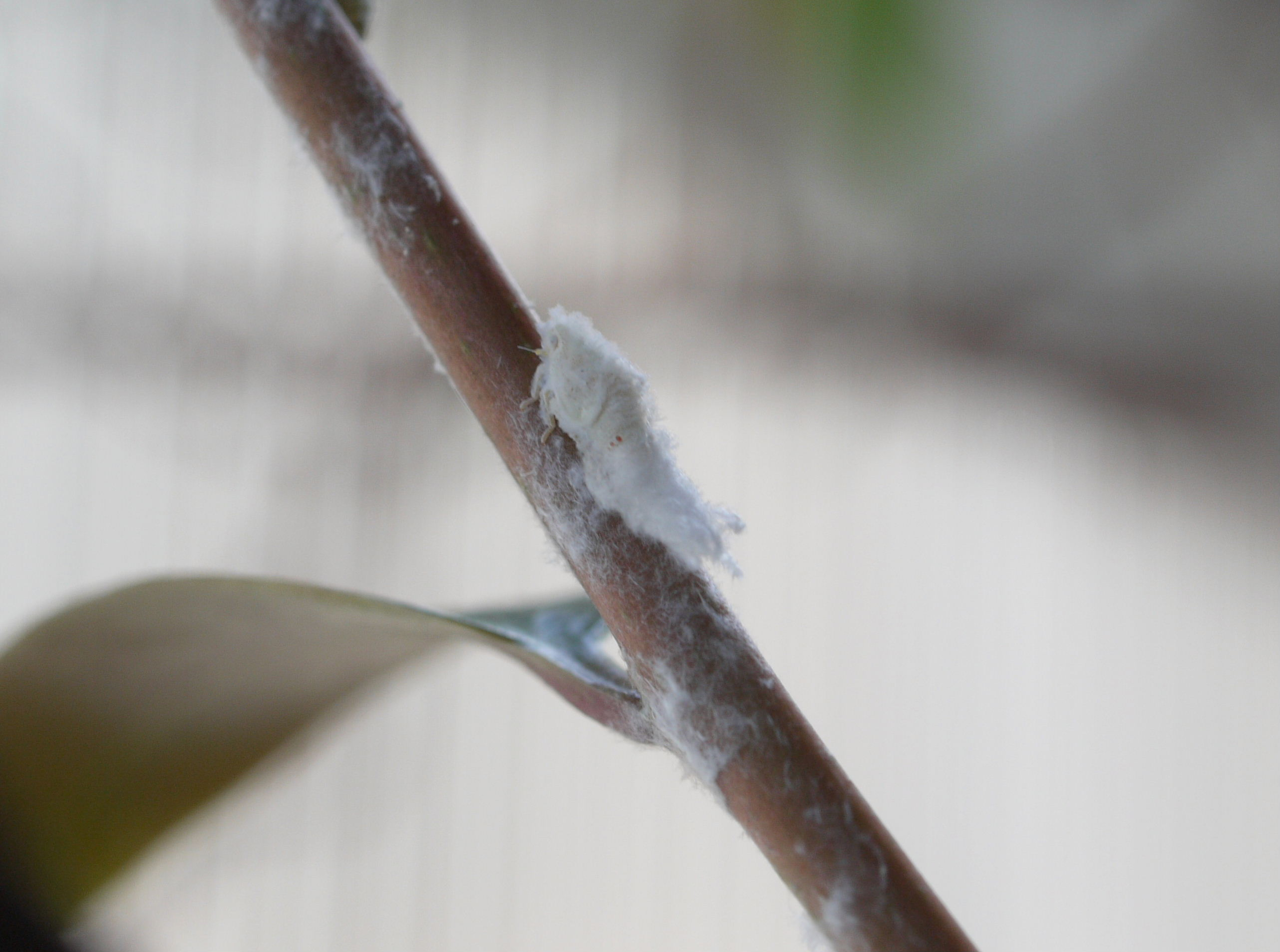